# Grupo 12 de Astronautas da NASA

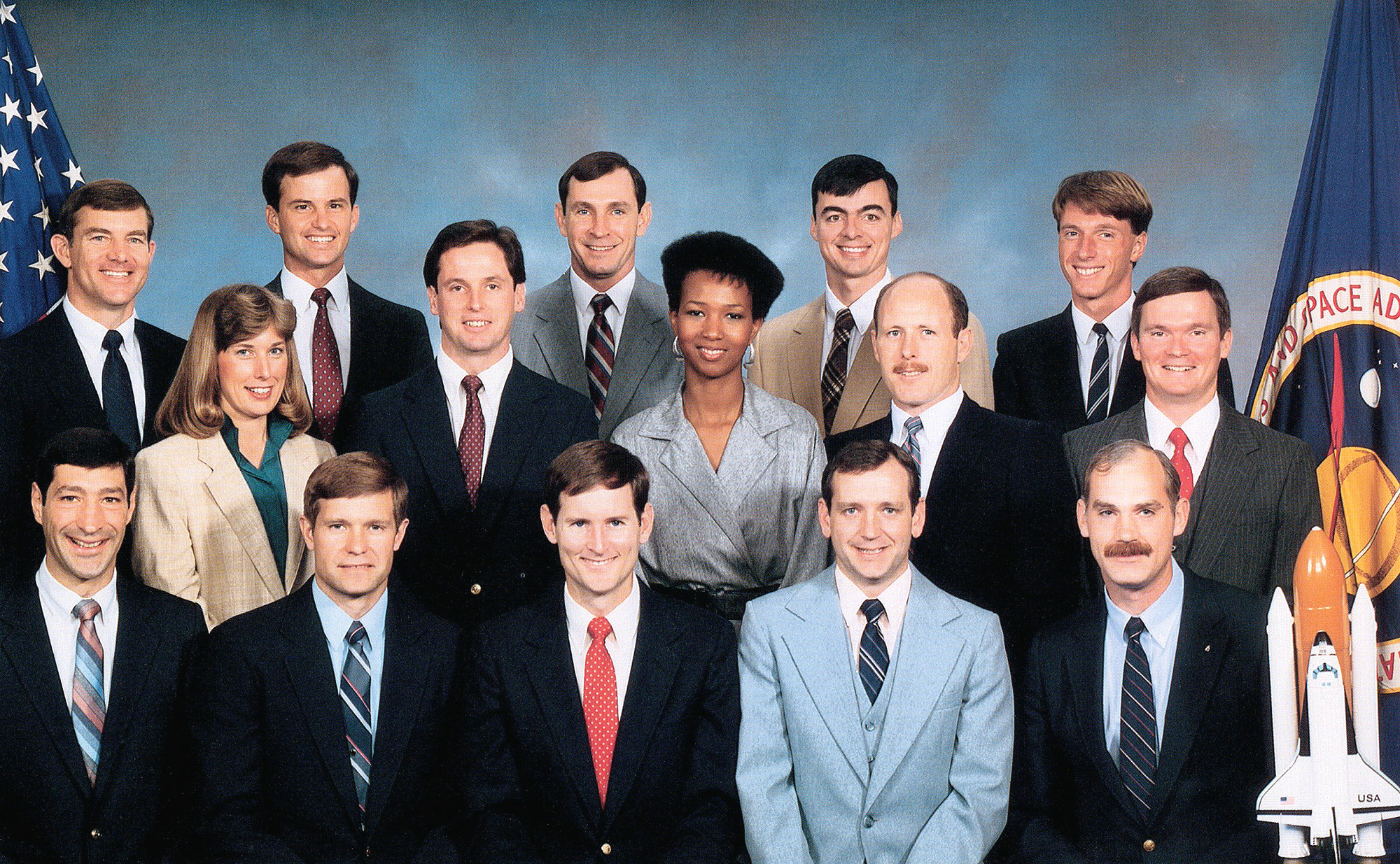
Os astronautas em julho de 1987. Atrás: Voss, Chilton, Brown, Allen e Foale. Meio: Davis, Harbaugh, Jemison, Bowersox e Melnick. Frente: Runco, McMonagle, Reightler, Akers e Readdy.

O Grupo 12 de Astronautas da NASA, também chamado de Os GAFFers, foi um grupo de astronautas selecionado pela Administração Nacional da Aeronáutica e Espaço (NASA) para integrarem o programa espacial dos Estados Unidos. Foi o décimo segundo grupo de astronautas da NASA e foram anunciados publicamente no dia 5 de junho de 1987. Os astronautas eram: Thomas Akers, Andrew Allen, Kenneth Bowersox, Curtis Brown, Kevin Chilton, Gregory Harbaugh, Mae Jemison, Donald McMonagle, Bruce Melnick, William Readdy, Kenneth Reightler, Mario Runco e James Voss.

## Astronautas

### Pilotos
| Imagem | Nome                     | Nascimento             | Carreira                                                    | ref   |
| ------ | ------------------------ | ---------------------- | ----------------------------------------------------------- | ----- |
|        | Andrew M. Allen          | 4 de agosto de 1955    | STS-46 STS-62 STS-75                                        | [ 1 ] |
|        | Kenneth D. Bowersox      | 14 de novembro de 1956 | STS-50 STS-61 STS-73 STS-82 STS-113 Expedição 6 Soyuz TMA-1 | [ 2 ] |
|        | Curtis L. Brown Jr.      | 11 de março de 1956    | STS-47 STS-66 STS-77 STS-85 STS-95 STS-103                  | [ 3 ] |
|        | Kevin P. Chilton         | 3 de novembro de 1954  | STS-49 STS-59 STS-76                                        | [ 4 ] |
|        | Donald R. McMonagle      | 13 de março de 1952    | STS-39 STS-54 STS-66                                        | [ 5 ] |
|        | William F. Readdy        | 24 de janeiro de 1952  | STS-42 STS-51 STS-79                                        | [ 6 ] |
|        | Kenneth S. Reightler Jr. | 24 de março de 1951    | STS-48 STS-60                                               | [ 7 ] |

### Especialistas
| Imagem | Nome                | Nascimento            | Carreira                                                                        | ref    |
| ------ | ------------------- | --------------------- | ------------------------------------------------------------------------------- | ------ |
|        | Thomas D. Akers     | 20 de maio de 1951    | STS-41 STS-49 STS-61 STS-79                                                     | [ 8 ]  |
|        | N. Jan Davis        | 1 de novembro de 1953 | STS-47 STS-60 STS-85                                                            | [ 9 ]  |
|        | C. Michael Foale    | 6 de janeiro de 1957  | STS-45 STS-56 STS-63 STS-84 Mir EO-23/24 STS-86 STS-103 Soyuz TMA-3 Expedição 8 | [ 10 ] |
|        | Gregory J. Harbaugh | 15 de abril de 1956   | STS-39 STS-54 STS-71 STS-82                                                     | [ 11 ] |
|        | Mae C. Jemison      | 17 de outubro de 1956 | STS-47                                                                          | [ 12 ] |
|        | Bruce E. Melnick    | 5 de dezembro de 1949 | STS-41 STS-49                                                                   | [ 13 ] |
|        | Mario Runco Jr.     | 26 de janeiro de 1952 | STS-44 STS-54 STS-77                                                            | [ 14 ] |
|        | James S. Voss       | 3 de março de 1949    | STS-44 STS-53 STS-69 STS-101 STS-102 Expedição 2 STS-105                        | [ 15 ] |